# Gargazzone

Localización de Gargazzone en la Provincia de Bolzano.

Gargazzone (en alemán Gargazon) es un municipio de 1.505 habitantes perteneciente a la Provincia Autónoma de Bolzano. Está a 14 km al sur de la ciudad de Merano (Meran) y 20 km al norte de Bolzano (Bozen), la capital de la provincia autónoma del Tirol del Sur.
Aproximadamente el 96,5% de su población tiene como lengua materna el alemán.

## Evolución demográfica
| Gráfica de evolución demográfica de Gargazzone entre 1921 y 2001             |
|                                                                              |
| Fuente: Istituto Nazionale di Statistica - Elaboración gráfica por Wikipedia |